# Ochodaeus adsequa
Ochodaeus adsequa är en skalbaggsart som beskrevs av Hermann Julius Kolbe 1907. Ochodaeus adsequa ingår i släktet Ochodaeus och familjen Ochodaeidae. Inga underarter finns listade i Catalogue of Life.